# Lau Garut
Lau Garut is een bestuurslaag in het regentschap Karo van de provincie Noord-Sumatra, Indonesië. Lau Garut telt 1249 inwoners (volkstelling 2010).